# Кінопродюсер
Кінопродюсер — в кінематографії постановник кінофільмів, власник кіностудії чи довірена особа кінокомпанії, що здійснює ідейно-художній і організаційно-фінансовий контроль над постановою фільму. Він також бере активну участь в підборі акторів, технічного персоналу. Продюсерами бувають також режисери, актори, сценаристи.

## Різновиди
- Продюсер (англ. producer) — створює умови для створення фільму. Ініціює, координує і керує питаннями збільшення кошторису, найму ключового персоналу та угод з дистриб'юторами. Продюсер бере участь у всіх стадіях створення фільму, від початку розробки до початку прокату.
- Виконавчий продюсер (англ. executive producer) — у великих проєктах це зазвичай представник або один з керівників студії, хоча звання можуть надати і просто великому інвесторові. Спостерігає за фінансовими, адміністративними та творчими аспектами виробництва, але не бере участі в технічних аспектах. У невеликих компаніях або незалежних проєктах роль виконавчого продюсера може виконувати автор / сценарист.
- Співпродюсер — продюсер, який звітує перед виконавчим продюсером і забезпечує фінансування фільму. Залучений в щоденне виробництво в більшій мірі, ніж просто продюсер.
- Асоційований продюсер — зазвичай виконує роль представника продюсера, який може відповідати за частину його фінансових, творчих або адміністративних функцій. Звання часто присвоюється досвідченій в справах кіновиробництва людині, яка виступає як консультант, або тому, хто вніс великий фінансовий або творчий внесок у проєкт.
- Асистуючий продюсер — зазвичай працює під управлінням асоційованого продюсера.
- Лінійний продюсер (англ. line producer) — стежить за кошторисом фільму і щоденним виробництвом.
- Адміністративний продюсер — доповідає Раді директорів і наймає позаштатних працівників для різних стадій виробництва.